# Угерська сільська рада
Угерська сільська рада — орган місцевого самоврядування у Стрийському районі Львівської області. Адміністративний центр — село Угерсько.

## Загальні відомості
Водоймища на території, підпорядкованій даній раді: річка Стрий.

## Населені пункти
Сільській раді підпорядковані населені пункти:
- с. Угерсько

## Склад ради
Рада складається з 16 депутатів та голови.

### Керівний склад попередніх скликань
| ПІБ                   | Основні відомості                                                                          | Дата обрання | Дата звільнення |
| --------------------- | ------------------------------------------------------------------------------------------ | ------------ | --------------- |
| Снігур Роман Петрович | Сільський голова, 1970 року народження, освіта вища                                        | 26.03.2006   | 31.10.2010      |
| Снігур Роман Петрович | Сільський голова, 1970 року народження, освіта вища, член політичної партії «Наша Україна» | 31.10.2010   |                 |

Примітка: таблиця складена за даними джерела